# Aleh Dziemidowicz
Aleh „Alezis” Dziemidowicz (biał. Алег «Алезіс» Дземідовіч, ur. 7 lutego 1965) – białoruski muzyk. W 1984 roku ukończył Mińską Uczelnię Artystyczną. Perkusista zespołów Mroja i N.R.M. od chwili ich powstania odpowiednio w 1980 i 1994 roku. Występował w składzie zespołu Nowaje Nieba, wspólnych projektach muzycznych „Narodny Albom” i „Ja naradziusia tut”. Czasowo grał w zespołach ULIS, Garadzkija, Pete-Paff.